# 立泉寺 (東京都港区)
立泉寺（りゅうせんじ）は、東京都港区にある浄土真宗本願寺派の寺院。

## 歴史
1626年（寛永3年）、佐々木信寿の開基である。佐々木信寿は武蔵国に住んでいたが、浄土真宗本願寺の顕如の檄に応じて石山本願寺に馳せ参じ、織田信長と戦った。信寿は石山合戦で戦功を挙げ、顕如より「利休」という法名が与えられた。合戦終了後は武蔵国に戻り、江戸において孫の了伝法師とともに寺を創建した。これが当寺の起源である。
元々は麻布龍土町（現・港区六本木）に位置していたが、1889年（明治22年）に東京府南豊島郡中渋谷村（現・東京都渋谷区）に移転し、1897年（明治30年）に現在地に移転した。

## 交通アクセス
- 外苑前駅より徒歩4分。